# 馬格爾肖普夫山
47°08′46″N 9°23′57″E / 47.146046°N 9.399123°E

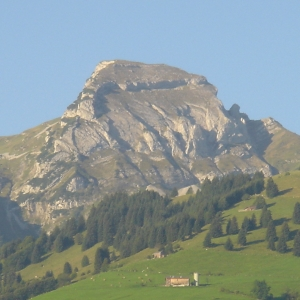

馬格爾肖普夫山（德語：Margelchopf），是瑞士的山峰，位於該國東北部，由聖加侖州負責管轄，屬於瑞士前阿爾卑斯山脈的一部分，海拔高度2,163米，每年平均降雨量1,954毫米。